# Lijst van Britse ministers van Arbeid
De minister van Arbeid en Pensioenen (Engels: Secretary of State for Work and Pensions) is lid van het Britse kabinet en staat aan het hoofd van het Ministerie van Arbeid en Pensioenen. De huidige minister is Thérèse Coffey van de Conservative Party sinds 2019 in het kabinet van premier Boris Johnson.

## Ministers van Pensioenen en Sociale Zaken van het Verenigd Koninkrijk (1916-1968)
| Minister van Pensioenen Secretary of State for Pensions                                         | Minister van Pensioenen Secretary of State for Pensions                                         | Minister van Pensioenen Secretary of State for Pensions                                         | Ambtstermijn                     | Ambtstermijn                    | Partij             | Premier                              | Kabinet                             | Overige functie(s) |
| ----------------------------------------------------------------------------------------------- | ----------------------------------------------------------------------------------------------- | ----------------------------------------------------------------------------------------------- | -------------------------------- | ------------------------------- | ------------------ | ------------------------------------ | ----------------------------------- | ------------------ |
|                                                                                                 | George Tryon                                                                                    | George Tryon (1871–1940)                                                                        | 4 november 1924                  | 5 juni 1929                     | Conservative Party | Stanley Baldwin (1924–1929)          | Baldwin II                          |                    |
|                                                                                                 |                                                                                                 | Frederick Roberts (1876–1941)                                                                   | 5 juni 1929                      | 26 augustus 1931                | Labour Party       | Ramsay MacDonald (1929–1935)         | MacDonald II                        |                    |
|                                                                                                 | George Tryon                                                                                    | George Tryon (1871–1940)                                                                        | 26 augustus 1931                 | 7 juni 1935                     | Conservative Party | Ramsay MacDonald (1929–1935)         | MacDonald III (Nationaal Kabinet I) |                    |
| MacDonald IV (Nationaal Kabinet II)                                                             | George Tryon                                                                                    | George Tryon (1871–1940)                                                                        | 26 augustus 1931                 | 7 juni 1935                     | Conservative Party | Ramsay MacDonald (1929–1935)         |                                     |                    |
|                                                                                                 | Robert Hudson                                                                                   | Robert Hudson (1886–1957)                                                                       | 7 juni 1935                      | 30 juli 1936                    | Conservative Party | Stanley Baldwin (1935–1937)          | Baldwin III (Nationaal Kabinet III) |                    |
|                                                                                                 | Herwald Ramsbotham                                                                              | Herwald Ramsbotham (1887–1971)                                                                  | 30 juli 1936                     | 7 juni 1939                     | Conservative Party | Stanley Baldwin (1935–1937)          | Baldwin III (Nationaal Kabinet III) |                    |
| Neville Chamberlain (1937–1940)                                                                 | Herwald Ramsbotham                                                                              | Herwald Ramsbotham (1887–1971)                                                                  | 30 juli 1936                     | 7 juni 1939                     | Conservative Party | Chamberlain I (Nationaal Kabinet IV) |                                     |                    |
| Neville Chamberlain (1937–1940)                                                                 |                                                                                                 | Walter Womersley                                                                                | Sir Walter Womersley (1878–1961) | 7 juni 1939                     | 26 juli 1945       | Chamberlain I (Nationaal Kabinet IV) | Conservative Party                  |                    |
| Neville Chamberlain (1937–1940)                                                                 | Chamberlain II                                                                                  | Walter Womersley                                                                                | Sir Walter Womersley (1878–1961) | 7 juni 1939                     | 26 juli 1945       |                                      | Conservative Party                  |                    |
| Winston Churchill (1951–1955)                                                                   | Churchill I                                                                                     | Walter Womersley                                                                                | Sir Walter Womersley (1878–1961) | 7 juni 1939                     | 26 juli 1945       |                                      | Conservative Party                  |                    |
| Winston Churchill (1951–1955)                                                                   | Churchill II                                                                                    | Walter Womersley                                                                                | Sir Walter Womersley (1878–1961) | 7 juni 1939                     | 26 juli 1945       |                                      | Conservative Party                  |                    |
|                                                                                                 | Wilfred Paling                                                                                  | Wilfred Paling (1883–1971)                                                                      | 26 juli 1945                     | 17 april 1947                   | Labour Party       | Clement Attlee (1945–1951)           | Attlee I                            |                    |
|                                                                                                 |                                                                                                 | John Hynd (1902–1971)                                                                           | 17 april 1947                    | 7 oktober 1947                  | Labour Party       | Clement Attlee (1945–1951)           | Attlee I                            |                    |
|                                                                                                 | George Buchanan                                                                                 | George Buchanan (1890–1955)                                                                     | 7 oktober 1947                   | 2 juli 1948                     | Labour Party       | Clement Attlee (1945–1951)           | Attlee I                            |                    |
|                                                                                                 |                                                                                                 | Hilary Marquand (1901–1972)                                                                     | 2 juli 1948                      | 17 januari 1951                 | Labour Party       | Clement Attlee (1945–1951)           | Attlee I                            |                    |
| Attlee I                                                                                        |                                                                                                 | Hilary Marquand (1901–1972)                                                                     | 2 juli 1948                      | 17 januari 1951                 | Labour Party       | Clement Attlee (1945–1951)           |                                     |                    |
|                                                                                                 |                                                                                                 | George Isaacs (1883–1979)                                                                       | 17 januari 1951                  | 26 oktober 1951                 | Labour Party       | Clement Attlee (1945–1951)           |                                     |                    |
|                                                                                                 | Derick Heathcoat-Amory                                                                          | Derick Heathcoat- Amory (1899–1981)                                                             | 26 oktober 1951                  | 3 september 1953                | Conservative Party | Winston Churchill (1951–1955)        | Churchill III                       |                    |
| Minister van Pensioenen en Verzekeringen Secretary of State for Pensions and National Insurance | Minister van Pensioenen en Verzekeringen Secretary of State for Pensions and National Insurance | Minister van Pensioenen en Verzekeringen Secretary of State for Pensions and National Insurance | Ambtstermijn                     | Ambtstermijn                    | Partij             | Premier                              | Kabinet                             | Overige functie(s) |
|                                                                                                 |                                                                                                 | Osbert Peake (1897–1966)                                                                        | 3 september 1953                 | 20 december 1955                | Conservative Party | Winston Churchill (1951–1955)        | Churchill III                       |                    |
| Anthony Eden (1955–1957)                                                                        | Eden                                                                                            | Osbert Peake (1897–1966)                                                                        | 3 september 1953                 | 20 december 1955                | Conservative Party |                                      |                                     |                    |
| Anthony Eden (1955–1957)                                                                        | Eden                                                                                            |                                                                                                 |                                  | John Boyd-Carpenter (1908–1998) | 20 december 1955   | 16 juli 1962                         | Conservative Party                  |                    |
| Harold Macmillan (1957–1963)                                                                    | Macmillan I                                                                                     |                                                                                                 |                                  | John Boyd-Carpenter (1908–1998) | 20 december 1955   | 16 juli 1962                         | Conservative Party                  |                    |
| Harold Macmillan (1957–1963)                                                                    | Macmillan II                                                                                    |                                                                                                 |                                  | John Boyd-Carpenter (1908–1998) | 20 december 1955   | 16 juli 1962                         | Conservative Party                  |                    |
| Harold Macmillan (1957–1963)                                                                    |                                                                                                 |                                                                                                 | Niall Macpherson (1908–1987)     | 16 juli 1962                    | 19 oktober 1963    | Conservative Party                   |                                     |                    |
|                                                                                                 |                                                                                                 | Richard Wood (1920–2002)                                                                        | 19 oktober 1963                  | 16 oktober 1964                 | Conservative Party | Alec Douglas-Home (1963–1964)        | Douglas-Home                        |                    |
|                                                                                                 |                                                                                                 | Peggy Herbison (1907–1996)                                                                      | 16 oktober 1964                  | 26 juli 1967                    | Labour Party       | Harold Wilson (1964–1970)            | Wilson I                            |                    |
| Wilson II                                                                                       |                                                                                                 | Peggy Herbison (1907–1996)                                                                      | 16 oktober 1964                  | 26 juli 1967                    | Labour Party       | Harold Wilson (1964–1970)            |                                     |                    |
|                                                                                                 |                                                                                                 | Judith Hart (1924–1991)                                                                         | 26 juli 1967                     | 1 november 1968                 | Labour Party       | Harold Wilson (1964–1970)            |                                     |                    |

## Ministers van Arbeid van het Verenigd Koninkrijk (1916–2001)
| Minister van Arbeid Secretary of State for Labour | Minister van Arbeid Secretary of State for Labour | Minister van Arbeid Secretary of State for Labour | Ambtstermijn             | Ambtstermijn      | Partij                 | Premier                              | Kabinet                             | Overige functie(s)     |
| ------------------------------------------------- | ------------------------------------------------- | ------------------------------------------------- | ------------------------ | ----------------- | ---------------------- | ------------------------------------ | ----------------------------------- | ---------------------- |
|                                                   |                                                   | John Hodge (1855–1937)                            | 7 december 1916          | 17 augustus 1917  | Labour Party           | David Lloyd George (1919–1922)       | Lloyd George I                      |                        |
|                                                   | George Roberts                                    | George Roberts (1868–1928)                        | 17 augustus 1917         | 14 januari 1919   | Labour Party           | David Lloyd George (1919–1922)       | Lloyd George I                      |                        |
| Lloyd George II                                   | George Roberts                                    | George Roberts (1868–1928)                        | 17 augustus 1917         | 14 januari 1919   | Labour Party           | David Lloyd George (1919–1922)       |                                     |                        |
|                                                   | Robert Horne                                      | Sir Robert Horne (1871–1940)                      | 14 januari 1919          | 20 maart 1920     | Unionist Party         | David Lloyd George (1919–1922)       |                                     |                        |
|                                                   | Thomas Macnamara                                  | Thomas Macnamara (1861–1931)                      | 20 maart 1920            | 23 oktober 1922   | Liberal Party          | David Lloyd George (1919–1922)       |                                     |                        |
|                                                   | Anderson Montague-Barlow                          | Sir Anderson Montague- Barlow (1868–1951)         | 23 oktober 1922          | 22 januari 1924   | Conservative Party     | Bonar Law (1922–1923)                | Law                                 |                        |
| Stanley Baldwin (1923–1924)                       | Anderson Montague-Barlow                          | Sir Anderson Montague- Barlow (1868–1951)         | 23 oktober 1922          | 22 januari 1924   | Conservative Party     | Baldwin I                            |                                     |                        |
|                                                   |                                                   | Tom Shaw (1872–1938)                              | 22 januari 1924          | 3 november 1924   | Labour Party           | Ramsay MacDonald (1924)              | MacDonald I                         |                        |
|                                                   | Arthur Steel-Maitland                             | Sir Arthur Steel-Maitland (1876–1935)             | 4 november 1924          | 5 juni 1929       | Conservative Party     | Stanley Baldwin (1924–1929)          | Baldwin II                          |                        |
|                                                   | Margaret Bondfield                                | Margaret Bondfield (1873–1953)                    | 5 juni 1929              | 26 augustus 1931  | Labour Party           | Ramsay MacDonald (1924)              | MacDonald II                        |                        |
|                                                   |                                                   | Sir Henry Betterton (1872–1949)                   | 26 augustus 1931         | 30 juni 1934      | Conservative Party     | Ramsay MacDonald (1924)              | MacDonald III (Nationaal Kabinet I) |                        |
| MacDonald IV (Nationaal Kabinet II)               |                                                   | Sir Henry Betterton (1872–1949)                   | 26 augustus 1931         | 30 juni 1934      | Conservative Party     | Ramsay MacDonald (1924)              |                                     |                        |
|                                                   | Oliver Stanley                                    | Oliver Stanley (1896–1950)                        | 30 juni 1934             | 7 juni 1935       | Conservative Party     | Ramsay MacDonald (1924)              |                                     |                        |
|                                                   | Ernest Brown                                      | Ernest Brown (1881–1962)                          | 7 juni 1935              | 10 mei 1940       | National Liberal Party | Stanley Baldwin (1935–1937)          | Baldwin III (Nationaal Kabinet III) |                        |
| Neville Chamberlain (1937–1940)                   | Ernest Brown                                      | Ernest Brown (1881–1962)                          | 7 juni 1935              | 10 mei 1940       | National Liberal Party | Chamberlain I (Nationaal Kabinet IV) |                                     |                        |
| Neville Chamberlain (1937–1940)                   | Ernest Brown                                      | Ernest Brown (1881–1962)                          | 7 juni 1935              | 10 mei 1940       | National Liberal Party | Chamberlain II                       |                                     |                        |
|                                                   | Ernest Bevin                                      | Ernest Bevin (1881–1951)                          | 10 mei 1940              | 23 mei 1945       | Labour Party           | Winston Churchill (1951–1955)        | Churchill I                         |                        |
|                                                   | Rab Butler                                        | Rab Butler (1902–1982)                            | 23 mei 1945              | 26 juli 1945      | Conservative Party     | Winston Churchill (1951–1955)        | Churchill II                        |                        |
|                                                   |                                                   | George Isaacs (1883–1979)                         | 26 juli 1945             | 17 januari 1951   | Labour Party           | Clement Attlee (1945–1951)           | Attlee I                            |                        |
| Attlee II                                         |                                                   | George Isaacs (1883–1979)                         | 26 juli 1945             | 17 januari 1951   | Labour Party           | Clement Attlee (1945–1951)           |                                     |                        |
|                                                   | Aneurin Bevan                                     | Aneurin Bevan (1897–1960)                         | 17 januari 1951          | 24 april 1951     | Labour Party           | Clement Attlee (1945–1951)           |                                     |                        |
|                                                   | Alfred Robens                                     | Alfred Robens (1910–1990)                         | 24 april 1951            | 26 oktober 1951   | Labour Party           | Clement Attlee (1945–1951)           |                                     |                        |
|                                                   | Walter Monckton                                   | Sir Walter Monckton (1891–1965)                   | 26 oktober 1951          | 20 december 1955  | Conservative Party     | Winston Churchill (1951–1955)        | Churchill III                       |                        |
| Anthony Eden (1955–1957)                          | Walter Monckton                                   | Sir Walter Monckton (1891–1965)                   | 26 oktober 1951          | 20 december 1955  | Conservative Party     | Eden                                 |                                     |                        |
| Anthony Eden (1955–1957)                          |                                                   | Iain Macleod                                      | Iain Macleod (1913–1970) | 20 december 1955  | 14 oktober 1959        | Eden                                 | Conservative Party                  |                        |
| Harold Macmillan (1957–1963)                      | Macmillan I                                       | Iain Macleod                                      | Iain Macleod (1913–1970) | 20 december 1955  | 14 oktober 1959        |                                      | Conservative Party                  |                        |
| Harold Macmillan (1957–1963)                      |                                                   | Edward Heath                                      | Edward Heath (1916–2005) | 14 oktober 1959   | 27 juli 1960           | Conservative Party                   | Macmillan II                        |                        |
| Harold Macmillan (1957–1963)                      |                                                   | John Hare                                         | John Hare (1911–1982)    | 27 juli 1960      | 19 oktober 1963        | Conservative Party                   | Macmillan II                        |                        |
|                                                   |                                                   | Joseph Godber (1914–1980)                         | 19 oktober 1963          | 16 oktober 1964   | Conservative Party     | Alec Douglas-Home (1963–1964)        | Douglas-Home                        |                        |
|                                                   |                                                   | Ray Gunter (1909–1977)                            | 16 oktober 1964          | 6 april 1968      | Labour Party           | Harold Wilson (1964–1970)            | Wilson I                            |                        |
| Wilson II                                         |                                                   | Ray Gunter (1909–1977)                            | 16 oktober 1964          | 6 april 1968      | Labour Party           | Harold Wilson (1964–1970)            |                                     |                        |
|                                                   | Barbara Castle                                    | Barbara Castle (1910–2002)                        | 6 april 1968             | 19 juni 1970      | Labour Party           | Harold Wilson (1964–1970)            | First Secretary of State            |                        |
|                                                   |                                                   | Robert Carr (1916–2012)                           | 19 juni 1970             | 7 april 1972      | Conservative Party     | Edward Heath (1970–1974)             | Heath                               |                        |
|                                                   |                                                   | Maurice Macmillan (1921–1984)                     | 7 april 1972             | 2 december 1973   | Conservative Party     | Edward Heath (1970–1974)             | Heath                               |                        |
|                                                   |                                                   | Willie Whitelaw (1918–1999)                       | 2 december 1973          | 4 maart 1974      | Conservative Party     | Edward Heath (1970–1974)             | Heath                               |                        |
|                                                   | Michael Foot                                      | Michael Foot (1913–2010)                          | 4 maart 1974             | 5 april 1976      | Labour Party           | Harold Wilson (1974–1976)            | Wilson III                          |                        |
|                                                   |                                                   | Albert Booth (1928–2010)                          | 5 april 1976             | 4 mei 1979        | Labour Party           | James Callaghan (1976–1979)          | Callaghan                           |                        |
|                                                   |                                                   | Jim Prior (1927–2016)                             | 4 mei 1979               | 14 september 1981 | Conservative Party     | Margaret Thatcher (1979–1990)        | Thatcher I                          |                        |
|                                                   | Norman Tebbit                                     | Norman Tebbit (1931–2025)                         | 14 september 1981        | 16 oktober 1983   | Conservative Party     | Margaret Thatcher (1979–1990)        | Thatcher I                          |                        |
| Thatcher II                                       | Norman Tebbit                                     | Norman Tebbit (1931–2025)                         | 14 september 1981        | 16 oktober 1983   | Conservative Party     | Margaret Thatcher (1979–1990)        |                                     |                        |
|                                                   | Tom King                                          | Tom King (1933)                                   | 16 oktober 1983          | 2 september 1985  | Conservative Party     | Margaret Thatcher (1979–1990)        |                                     |                        |
|                                                   | David Young                                       | Baron Young van Graffham David Young (1932–2022)  | 2 september 1985         | 13 juni 1987      | Conservative Party     | Margaret Thatcher (1979–1990)        |                                     |                        |
|                                                   | Norman Fowler                                     | Norman Fowler (1938)                              | 13 juni 1987             | 3 januari 1990    | Conservative Party     | Margaret Thatcher (1979–1990)        | Thatcher III                        |                        |
|                                                   | Michael Howard                                    | Michael Howard (1941)                             | 3 januari 1990           | 10 april 1992     | Conservative Party     | Margaret Thatcher (1979–1990)        | Thatcher III                        |                        |
| John Major (1990–1997)                            | Michael Howard                                    | Michael Howard (1941)                             | 3 januari 1990           | 10 april 1992     | Conservative Party     | Major I                              |                                     |                        |
| John Major (1990–1997)                            |                                                   | Gillian Shephard                                  | Gillian Shephard (1940)  | 10 april 1992     | 27 mei 1993            | Conservative Party                   | Major II                            |                        |
| John Major (1990–1997)                            |                                                   | David Hunt                                        | David Hunt (1942)        | 27 mei 1993       | 20 juli 1994           | Conservative Party                   | Major II                            |                        |
| John Major (1990–1997)                            |                                                   | Michael Portillo                                  | Michael Portillo (1953)  | 20 juli 1994      | 5 juli 1995            | Conservative Party                   | Major II                            |                        |
| John Major (1990–1997)                            |                                                   | Gillian Shephard                                  | Gillian Shephard (1940)  | 5 juli 1995       | 2 mei 1997             | Conservative Party                   | Major II                            | Minister van Onderwijs |
|                                                   | David Blunkett                                    | David Blunkett (1947)                             | 2 mei 1997               | 8 juni 2001       | Labour Party           | Tony Blair (1997–2007)               | Blair I                             | Minister van Onderwijs |

## Ministers van Volksgezondheid en Sociale Zaken van het Verenigd Koninkrijk (1968–2001)
| Minister van Volksgezondheid en Sociale Zaken Secretary of State for Health and Social Services | Minister van Volksgezondheid en Sociale Zaken Secretary of State for Health and Social Services | Minister van Volksgezondheid en Sociale Zaken Secretary of State for Health and Social Services | Ambtstermijn        | Ambtstermijn      | Partij             | Premier                       | Kabinet      | Overige functie(s)                  |
| ----------------------------------------------------------------------------------------------- | ----------------------------------------------------------------------------------------------- | ----------------------------------------------------------------------------------------------- | ------------------- | ----------------- | ------------------ | ----------------------------- | ------------ | ----------------------------------- |
|                                                                                                 | Dick Crossman                                                                                   | Dick Crossman (1907–1974)                                                                       | 1 november 1968     | 19 juni 1970      | Labour Party       | Harold Wilson (1964–1970)     | Wilson II    |                                     |
|                                                                                                 |                                                                                                 | Sir Keith Joseph (1918–1994)                                                                    | 19 juni 1970        | 4 maart 1974      | Conservative Party | Edward Heath (1970–1974)      | Heath        |                                     |
|                                                                                                 | Barbara Castle                                                                                  | Barbara Castle (1910–2002)                                                                      | 4 maart 1974        | 5 april 1976      | Labour Party       | Harold Wilson (1974–1976)     | Wilson III   |                                     |
|                                                                                                 | David Ennals.jpg                                                                                | David Ennals (1922–1995)                                                                        | 5 april 1976        | 4 mei 1979        | Labour Party       | James Callaghan (1976–1979)   | Callaghan    |                                     |
|                                                                                                 |                                                                                                 | Patrick Jenkin (1926–2018)                                                                      | 4 mei 1979          | 14 september 1981 | Conservative Party | Margaret Thatcher (1979–1990) | Thatcher I   |                                     |
|                                                                                                 | Norman Fowler                                                                                   | Norman Fowler (1938)                                                                            | 14 september 1981   | 13 juni 1987      | Conservative Party | Margaret Thatcher (1979–1990) | Thatcher I   |                                     |
| Thatcher II                                                                                     | Norman Fowler                                                                                   | Norman Fowler (1938)                                                                            | 14 september 1981   | 13 juni 1987      | Conservative Party | Margaret Thatcher (1979–1990) |              |                                     |
|                                                                                                 | John Moore                                                                                      | John Moore (1937–2019)                                                                          | 13 juni 1987        | 25 juli 1988      | Conservative Party | Margaret Thatcher (1979–1990) | Thatcher III |                                     |
| Minister van Sociale Zaken Secretary of State for Social Security                               | Minister van Sociale Zaken Secretary of State for Social Security                               | Minister van Sociale Zaken Secretary of State for Social Security                               | Ambtstermijn        | Ambtstermijn      | Partij             | Premier                       | Kabinet      | Overige functie(s)                  |
|                                                                                                 | John Moore                                                                                      | John Moore (1937–2019)                                                                          | 25 juli 1988        | 24 juli 1989      | Conservative Party | Margaret Thatcher (1979–1990) | Thatcher III |                                     |
|                                                                                                 |                                                                                                 | Tony Newton (1937–2012)                                                                         | 24 juli 1989        | 10 april 1992     | Conservative Party | Margaret Thatcher (1979–1990) | Thatcher III |                                     |
| John Major (1990–1997)                                                                          | Major I                                                                                         | Tony Newton (1937–2012)                                                                         | 24 juli 1989        | 10 april 1992     | Conservative Party |                               |              |                                     |
| John Major (1990–1997)                                                                          |                                                                                                 | Peter Lilley                                                                                    | Peter Lilley (1943) | 10 april 1992     | 2 mei 1997         | Conservative Party            | Major II     |                                     |
|                                                                                                 | Harriet Harman                                                                                  | Harriet Harman (1950)                                                                           | 2 mei 1997          | 27 juli 1998      | Labour Party       | Tony Blair (1997–2007)        | Blair I      | Minister voor Vrouwen en Gelijkheid |
|                                                                                                 | Alistair Darling                                                                                | Alistair Darling (1953–2023)                                                                    | 27 juli 1998        | 8 juni 2001       | Labour Party       | Tony Blair (1997–2007)        | Blair I      |                                     |

## Ministers van Arbeid en Pensioenen van het Verenigd Koninkrijk (2001–heden)
| Minister van Arbeid en Pensioenen Secretary of State for Work and Pensions | Minister van Arbeid en Pensioenen Secretary of State for Work and Pensions | Minister van Arbeid en Pensioenen Secretary of State for Work and Pensions | Ambtstermijn              | Ambtstermijn     | Partij             | Premier                   | Kabinet                                    | Overige functie(s)  |
| -------------------------------------------------------------------------- | -------------------------------------------------------------------------- | -------------------------------------------------------------------------- | ------------------------- | ---------------- | ------------------ | ------------------------- | ------------------------------------------ | ------------------- |
|                                                                            | Alistair Darling                                                           | Alistair Darling (1953–2023)                                               | 8 juni 2001               | 29 mei 2002      | Labour Party       | Tony Blair (1997–2007)    | Blair II                                   |                     |
|                                                                            | Andrew Smith                                                               | Andrew Smith (1951)                                                        | 29 mei 2002               | 8 september 2004 | Labour Party       | Tony Blair (1997–2007)    | Blair II                                   |                     |
|                                                                            | Alan Johnson                                                               | Alan Johnson (1950)                                                        | 8 september 2004          | 5 mei 2005       | Labour Party       | Tony Blair (1997–2007)    | Blair II                                   |                     |
|                                                                            | David Blunkett                                                             | David Blunkett (1947)                                                      | 5 mei 2005                | 2 november 2005  | Labour Party       | Tony Blair (1997–2007)    | Blair III                                  |                     |
|                                                                            | John Hutton                                                                | John Hutton (1955)                                                         | 2 november 2005           | 27 juni 2007     | Labour Party       | Tony Blair (1997–2007)    | Blair III                                  |                     |
|                                                                            | Peter Hain                                                                 | Peter Hain (1950)                                                          | 27 juni 2007              | 24 januari 2008  | Labour Party       | Gordon Brown (2007–2010)  | Brown                                      | Minister voor Wales |
|                                                                            | James Purnell                                                              | James Purnell (1970)                                                       | 24 januari 2008           | 5 juni 2009      | Labour Party       | Gordon Brown (2007–2010)  | Brown                                      |                     |
|                                                                            | Yvette Cooper                                                              | Yvette Cooper (1969)                                                       | 5 juni 2009               | 11 mei 2010      | Labour Party       | Gordon Brown (2007–2010)  | Brown                                      |                     |
|                                                                            | Iain Duncan Smith                                                          | Iain Duncan Smith (1954)                                                   | 11 mei 2010               | 19 maart 2016    | Conservative Party | David Cameron (2010–2016) | Cameron I                                  |                     |
| Cameron II                                                                 | Iain Duncan Smith                                                          | Iain Duncan Smith (1954)                                                   | 11 mei 2010               | 19 maart 2016    | Conservative Party | David Cameron (2010–2016) |                                            |                     |
|                                                                            | Stephen Crabb                                                              | Stephen Crabb (1973)                                                       | 19 maart 2016             | 13 juli 2016     | Conservative Party | David Cameron (2010–2016) |                                            |                     |
|                                                                            | Damian Green                                                               | Damian Green (1956)                                                        | 13 juli 2016              | 11 juni 2017     | Conservative Party | Theresa May (2016–2019)   | May I                                      |                     |
|                                                                            | David Gauke                                                                | David Gauke (1971)                                                         | 11 juni 2017              | 8 januari 2018   | Conservative Party | Theresa May (2016–2019)   | May II                                     |                     |
|                                                                            | Esther McVey                                                               | Esther McVey (1967)                                                        | 8 januari 2018            | 16 november 2018 | Conservative Party | Theresa May (2016–2019)   | May II                                     |                     |
|                                                                            | Amber Rudd                                                                 | Amber Rudd (1963)                                                          | 16 november 2018          | 8 september 2019 | Conservative Party | Theresa May (2016–2019)   | May II                                     | .                   |
| Boris Johnson (2019–2022)                                                  | Amber Rudd                                                                 | Amber Rudd (1963)                                                          | 16 november 2018          | 8 september 2019 | Conservative Party | Johnson I                 | Minister voor Vrouwen en Gelijkheid (2019) |                     |
| Boris Johnson (2019–2022)                                                  |                                                                            | Thérèse Coffey                                                             | dr. Thérèse Coffey (1971) | 8 september 2019 | 6 september 2022   | Johnson I                 | Conservative Party                         |                     |
| Boris Johnson (2019–2022)                                                  | Johnson II                                                                 | Thérèse Coffey                                                             | dr. Thérèse Coffey (1971) | 8 september 2019 | 6 september 2022   |                           | Conservative Party                         |                     |
|                                                                            | Chloe Smith                                                                | Chloe Smith (1982)                                                         | 6 september 2022          | 25 oktober 2022  | Conservative Party | Liz Truss (2022)          | Truss                                      |                     |
|                                                                            | Mel Stride                                                                 | Mel Stride (1961)                                                          | 25 oktober 2022           | 5 juli 2024      | Conservative Party | Rishi Sunak (2022–2024)   | Sunak                                      |                     |
|                                                                            | Liz Kendall                                                                | Liz Kendall (1971)                                                         | 5 juli 2024               | heden            | Labour Party       | Keir Starmer (2024–heden) | Starmer                                    |                     |